# Saverio Morelli
Giuseppe Gennaro Saverio Morelli (Torino, 19 gennaio 1761 – Torino, 22 aprile 1829) è stato sindaco di Torino nel 1819.

## Biografia
Nel 1792 entrò a far parte del corpo decurionale della città di Torino; durante l'occupazione francese fu membro del collegio elettorale del Po e con la Restaurazione entrò nuovamente a far parte dei decurioni.
Nel 1808 sposò Felicita Cocconito di Montiglio (1784-1847). I due ebbero i figli Eugenio, Marianna e Paola.
Fu sindaco di seconda classe nel 1819, con Agostino Lascaris di Ventimiglia.
Nel 1827 fu nominato conte, con la particolarità che soltanto i suoi figli avrebbero potuto fregiarsi del titolo.
Fu proprietario del palazzo di piazza Carignano che si trova sui due lati del teatro Carignano (con facciata comune progettata da Giovanni Battista Borra e Francesco Antonio Bellino), che ha al piano terreno il ristorante del Cambio.